# SONGBOOK『あまのじゃく』
『SONGBOOK『あまのじゃく』』（ソングブック あまのじゃく）は、中島美嘉の自叙伝、およびそれにまつわる楽曲を収録したアルバム。

## 解説
本作は、中島としては初の自叙伝となっており、内容のエピソードにまつわる楽曲を収録したCDアルバム付きの書籍となる。
本書籍では、中島の幼少期のエピソードや、歌手としてデビューした後、歌手にとって重篤な耳の病を患った時の当時の心境などを中島直筆のイラストや撮り下ろしの写真を交えながら、楽曲誕生秘話や困難な状況を乗り越えたからこそ描くことの出来た未来への希望などの中島美嘉自身の全てを語り明かしたエッセイとなっている。

## 収録曲
1. Alone
作詞：中島美嘉 / 作曲：Lori Fine / 編曲：河野伸
新曲。後に8thアルバム『TOUGH』に収録された。
2. 16
作詞：中島美嘉 / 作曲：葛谷葉子 / 編曲：斎藤誠
6thアルバム『STAR』収録曲
3. STARS
作詞：秋元康 / 作曲：川口大輔 / 編曲：冨田恵一
1stシングル
4. WILL
作詞：秋元康 / 作曲：川口大輔 / 編曲：冨田恵一
5thシングル
5. 蜘蛛の糸
作詞：中島美嘉 / 作曲：五島良子 / 編曲：森俊之
3rdアルバム『MUSIC』収録曲
6. LØVE NO CRY
作詞：中島美嘉 / 作曲：谷本新 / 編曲：CHOKKAKU
2ndアルバム『LØVE』収録曲
7. 雪の華
作詞：Satomi / 作曲・編曲：松本良喜
10thシングル
8. A MIRACLE FOR YOU（No SE Ver.）
作詞：中島美嘉 / 作曲：岡野泰也 / 編曲：河野伸
1stアルバム『TRUE』収録曲のアレンジ
9. 僕が死のうと思ったのは
作詞・作曲：秋田ひろむ、編曲：出羽良彰
38thシングル
10. 声
作詞・作曲：柴田淳 / 編曲：羽毛田丈史
5thアルバム『VOICE』収録曲
11. ALL HANDS TOGETHER
作詞：中島美嘉、SOUL OF SOUTH / 作曲：Lori Fine / 編曲：河野伸
18thシングル
12. Over Load
作詞：中島美嘉 / 作曲：森元康介 / 編曲：大川カズト
28thシングル
13. I DON'T KNOW
作詞：中島美嘉、Lori Fine / 作曲：Lori Fine / 編曲：COLDFEET
MICA 3 CHU名義
26thシングル
14. MY SUGAR CAT
作詞：中島美嘉 / 作曲：五島良子 / 編曲：森俊也
19thシングル